# Ippon-ken
De ippon-ken is een van de natuurlijke wapens die bij zelfverdedigingskunsten zoals het jiujitsu en vechtsporten zoals het karate worden gebruikt. Het is een vuist, waarbij een enkele vinger, de wijsvinger of de middelvinger, extra uitsteekt, en het is dan ook met deze vinger dat een lichaamsdeel van de aanvaller wordt geraakt. De ippon-ken waarbij de middelvinger uitsteekt, heet ook wel de drakenvuist "Nakadaka ippon ken". Steekt de wijsvingerknokkel uit, dan noemt men dit "karasuguchi ippon ken"
Het voordeel van het gebruik van een enkele vinger is, dat relatief veel kracht op een klein punt is geconcentreerd, net als bij een punaise. Wat men er typisch mee raakt zijn zenuw knooppunten, die zeer gevoelig zijn, en vooral geen harde doelen, omdat anders het gevaar te groot is dat de eigen hand/vinger beschadigd raakt. Het uitoefenen van druk met de ippon-ken op een zeer pijnlijk punt, kan een eenvoudige manier zijn om de aanvaller te dwingen een greep te verslappen, en deze vervolgens onschadelijk te maken.
Voorbeelden van plekken waarop men met de ippon-ken druk kan uitoefenen, zijn:
- het punt vlak onder een oor
- punten in de nek
- slaap
- midden van de wang, de "mental nerve" drukpunt
- lies (drukpunt milt 11)

Voorbeelden van plekken waartegen men met de ippon-ken kan stoten of slaan (tsuki), zijn:
- punten in de nek
- biceps
- kin
- oksel (drukpunt hart 1)
- kaak
- midden bovenbeen (drukpunt galblaas 31)
- lies (drukpunt milt 11)
- Onderlip en bovenlip

Bekende ippon ken: nakadaka ipponken, waarbij de middelvingerknokkel uitsteekt en karasuguchi ipponken, hierbij steekt de wijsvingerknokkel uit.